# Возилів

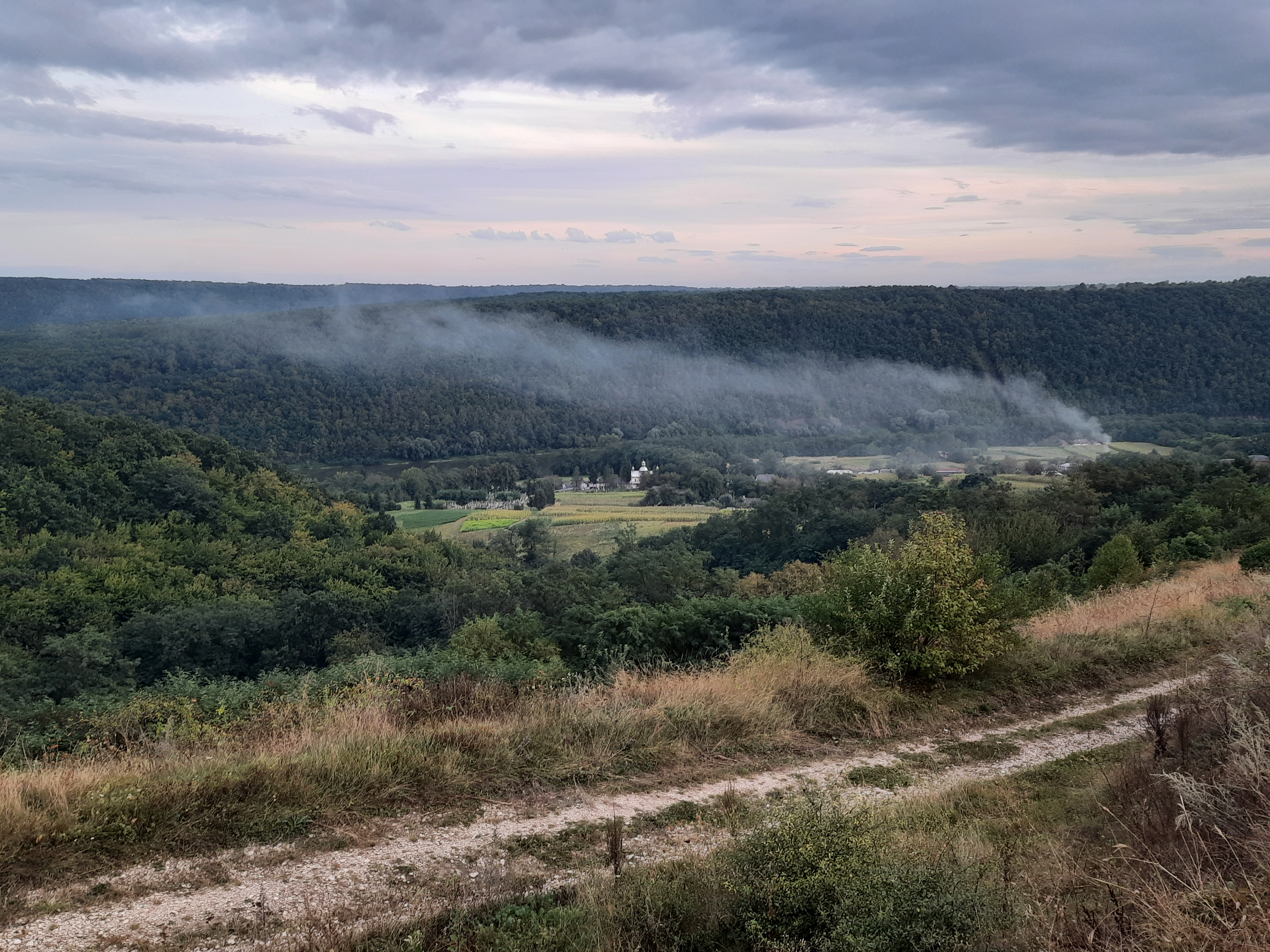
Вигляд на село з пагорба

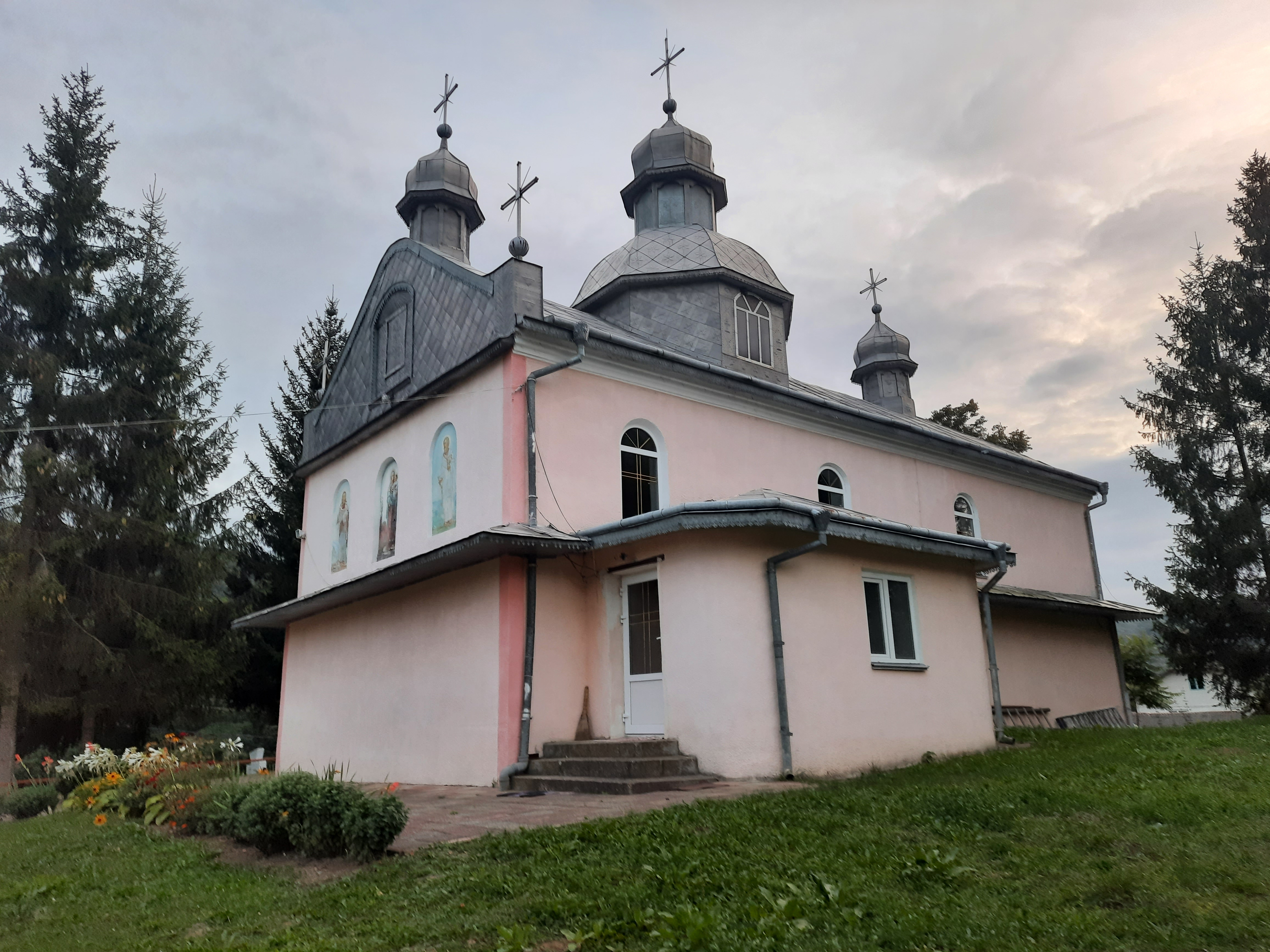
Церква Успіння Пресвятої Богородиці

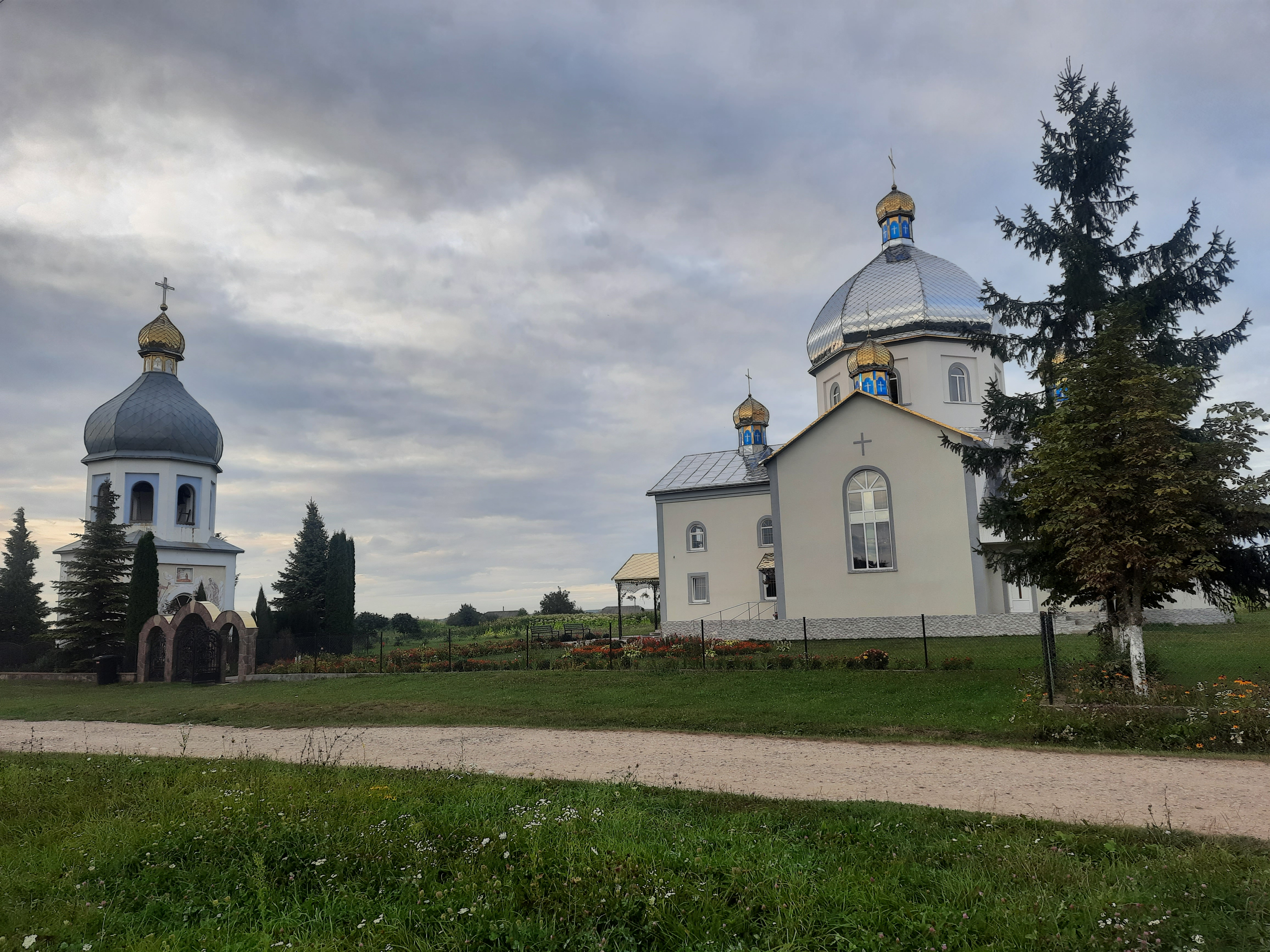
Церква Різдва Пресвятої Богородиці

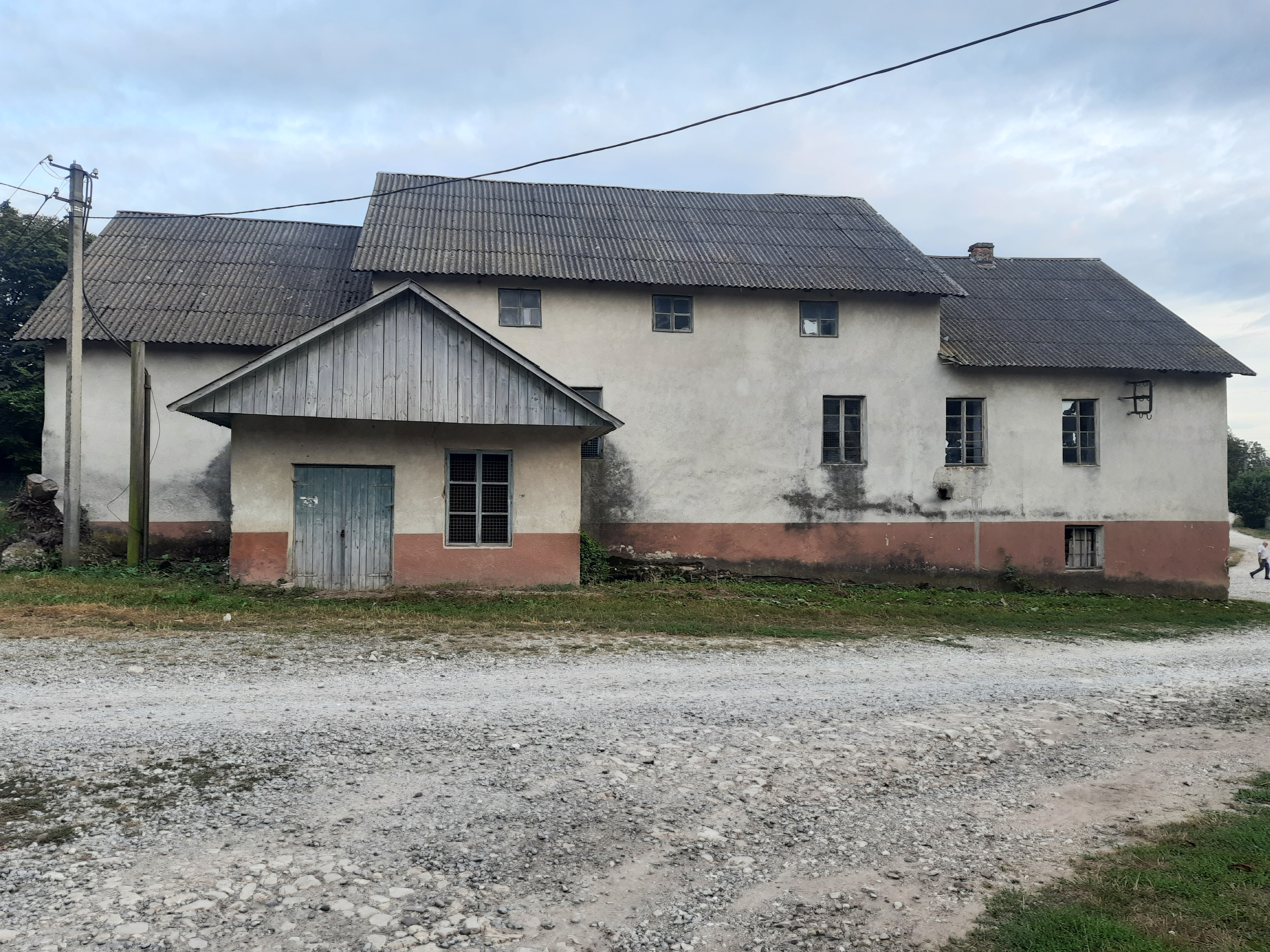
Старий млин

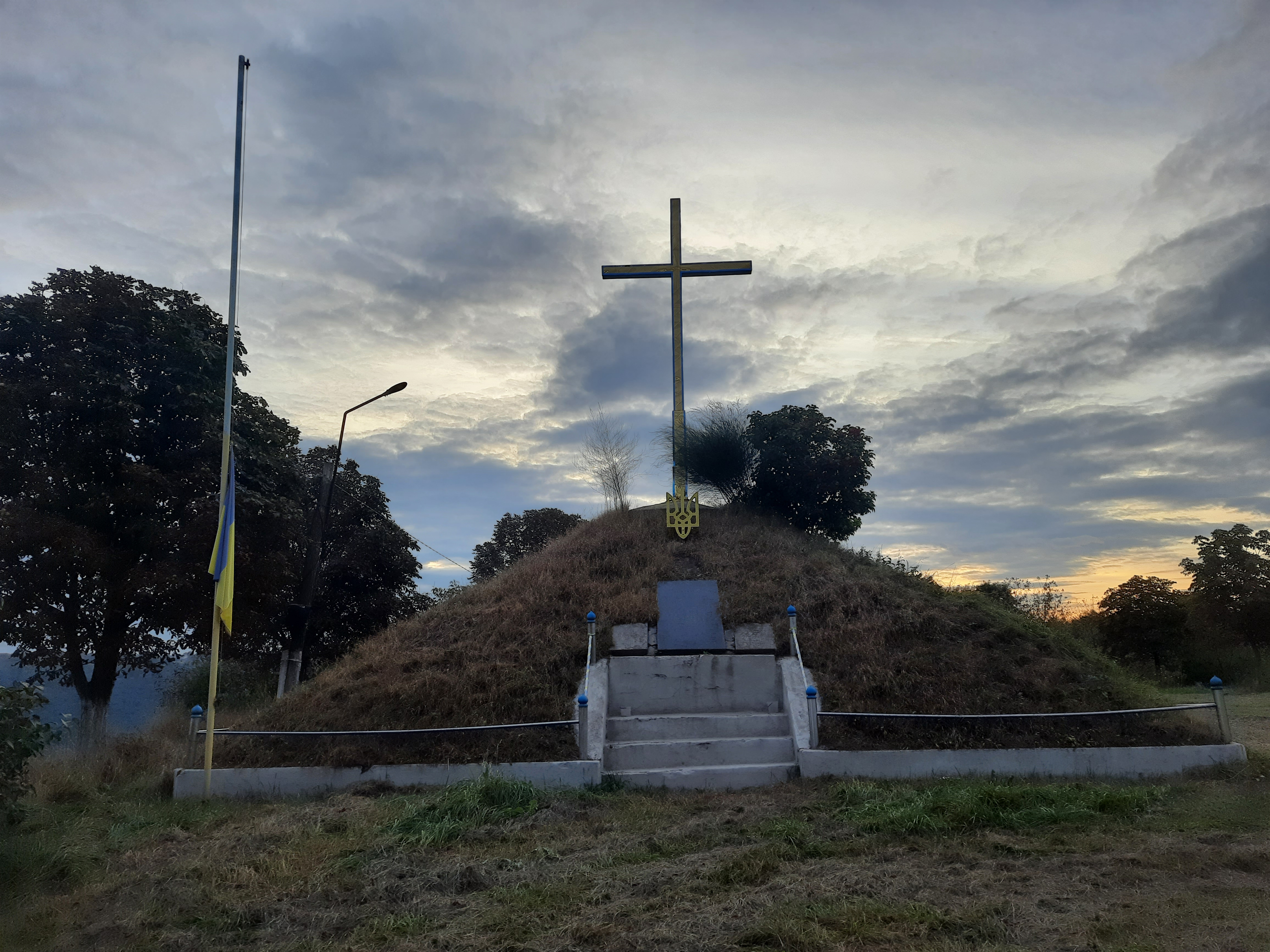
Символічна могила Борцям за волю України

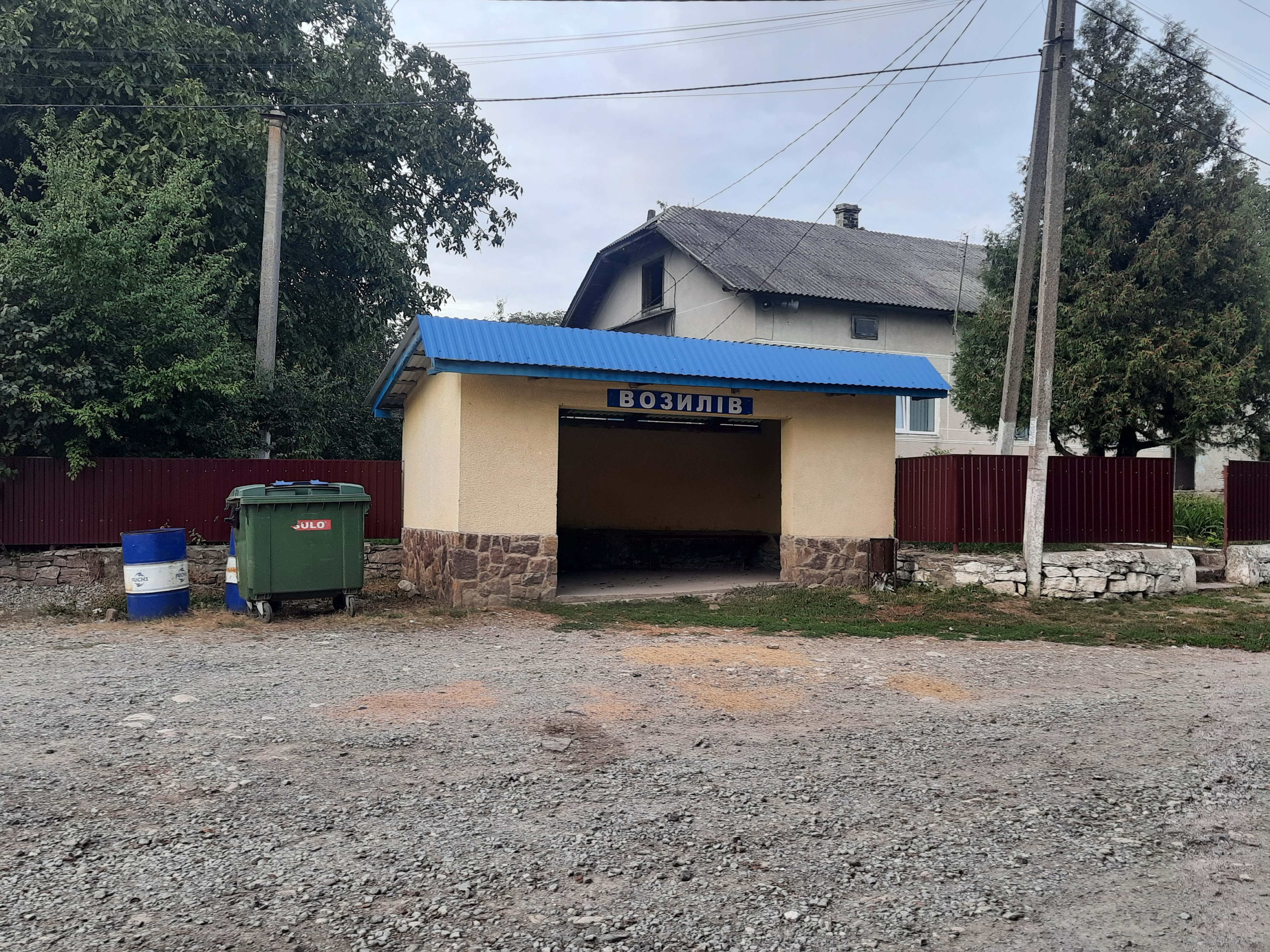
Автобусна зупинка

Вози́лів (пол. Woziłów) — село в Україні, у Золотопотіцькій селищній громаді Чортківського району Тернопільської області. Розташоване на річці Дністер (Перевіз був нижче і вище села за течією річки.), на півдні району.
Від вересня 2015 року ввійшло у склад Золотопотіцької селищної громади.
Складається з двох частин: Долішного Возилова (внизу біля самої річки) і Горішнього Возилова (вверху над схилом каньйону). До села також належать хутір Кут.

## Назва
Назва села походить від слова возити (перевіз через річку Дністер).

## Археологічні відомості
Поблизу села знайдено бронзові знаряддя праці доби ранньої бронзи (3 тис. до н. е.), поселення і могильник на рубежі перших століть н. е. В 1947 на межі Верхнього і Нижнього Возилова був розораний цвинтар. Геологорозвідка встановила його вік — 6 тисяч років. Поховання були обкладені великими камінними плитами. В урочищі «Кирнички» були знайдені знаряддя праці кам'яної доби, на сільських городах (початок вул. Піски, західна сторона, близько від давнього поховання) досі знаходяться знаряддя праці із бронзи (ймовірно — III ст.. до н. е.).

## Історія
Перша писемна про село датується 1410 роком. Ще одна документальна згадка про село датується 1454 роком; село належало шляхтичу Теодорикові Бучацькому-Язловецькому (Теодорикові із Бучача).
17 липня 1458 р. в записі галицького земського суду (№ 2876) вказано, що Міхал з Бучача і Язлівця (тобто син Теодорика Бучацького-Язловецького) віддав у заставу село Возилів шляхетному Янові з Ненчина (лат. nobili Ioanni de Nyenczyn, за позику в розмірі 60 марок. 
|   | лат. Gener. Michael de Buczcacz alias de Jaslovecz obligavit bona dicta Wosilow nobili Ioanni de Nyenczyn in sexaginta marcis, qui Ioannes facultatem habebit invadiare Wosilow cui voluerit in sexaginta marcis. Michael obligatus est ipsum tueri a fratre ipsius germane Ioannes. |
| — | |

Польський шляхтич Томаш з Тшемешна, представник роду Стшемеських гербу Любич, які посідали маєтності у Равському воєводстві, переїхав до Руського воєводства, де осів 1460 року. Він купив дідичні права на села Возилів та Сновидів. Ці обидві маєтності тільки його нащадок Кшиштоф Стшемеський продав Потоцьким гербу Пилява як прилеглі до міста Золотий Потік.
У 1848 році в центрі Верхнього Возилова була побудована ґуральня. В 1918 році спалена (дах), в 1947 році відбудована. Перший поверх великої кам'яниці молодь облаштувала під клуб, пізніше тут була крамниця. В наш час[коли?] добудовано третій поверх і весь будинок обладнано під млин.
До 1914 року у своєму маєтку жив поміщик Богданович.
Від 1914 року діяло товариство «Просвіта». До 1939 р. в селі були споживча кооперативе, товариство «Луг», хор, аматорський гурток.
1935 року в селі була велика пожежа, що захопила вулиці «Горінка» і «Черешні». 1941 та 1947 років великі повені.
У 1967 і 1987 роках збудовані відповідно сільський клуб і торговий дім.
Під час другої світової війни майже вся молодь була в рядах дивізії «Галичина».
12 червня 2020 року, відповідно до Розпорядження Кабінету Міністрів України від № 724-р «Про визначення адміністративних центрів та затвердження територій територіальних громад Тернопільської області», увійшло до складу Золотопотіцької селищної громади.
19 липня 2020 року, в результаті адміністративно-територіальної реформи та ліквідації Бучацького району, село увійшло до складу Чортківського району.

## Політика

### Парламентські вибори, 2019
На позачергових парламентських виборах 2019 року у селі функціонували 2 окремі виборчі дільниці № 610146 і 610147, розташовані у приміщенні клубу.
Результати
- зареєстровано 844 виборці, явка 47,39%, найбільше голосів віддано за «Слугу народу» — 32,15%, за Всеукраїнське об'єднання «Свобода» — 17,47%, за Радикальну партію Олега Ляшка — 13,67%.[11] В одномандатному окрузі найбільше голосів отримав Василь Сеник (Радикальна партія Олега Ляшка) — 26,28%, за Миколу Люшняка (самовисування) і Ігоря Сопеля (Слуга народу) — по 15,31%[12].

## Етнографія
Цитата:
 Мешканці цього села мали свої притаманні звичаї, побут. Наприклад: упала бідному селянинові коровина, то все село робило складчину й купували йому корову; селяни, йдучи в поле, лишали хати відчинені: не замикали їх, злодія в селі не було, але як притрапилося злодійство, як того злодія впіймали, то на місці карали смертю.

## Населення
За даними останнього перепису населення (2002 р.) кількість жителів становить 1216 чоловік (на момент перепису в армії, на навчанні, на заробітках за кордоном знаходилось 30-40 осіб). Абсолютна більшість жителів — українці. Є кілька росіян.
Населення Возилова в минулому:
- 1741  — 416 українців;
- 1880 — 471 (95 %) українців, 22 (4,7 %) євреїв, 2 (0,3 %) інших;
- 1900 — 613 (92,9 %) українців, 33 (5 %) поляків, 14 (2,1 %) євреїв;
- 1912 — 700 (97,6 %) українців, 4 (0,6 %) поляків, 13 (1,8 %) євреїв;
- 1939 — 880 (98,8 %) українців, 10 (1,2 %) поляків.

Вважалося, що Возилів — татарська колонія з часів Хмельниччини; археологічні знахідки, документальна згадка (1454 р.), заснування церкви (1557 р.) говорить: на території села з прадавніх часів жили українці, колоністи татарського походження були частиною населення в певний період чи, за іншою версією, втікачами з татарського полону, асимілювались серед місцевого населення. Крім Джерджів і Фещаків, поширені прізвища Базиволяк, Бабала, Тимчишин, Павлюк, Лисик, Мацюк, Юзьків та інші.

## Пам'ятки

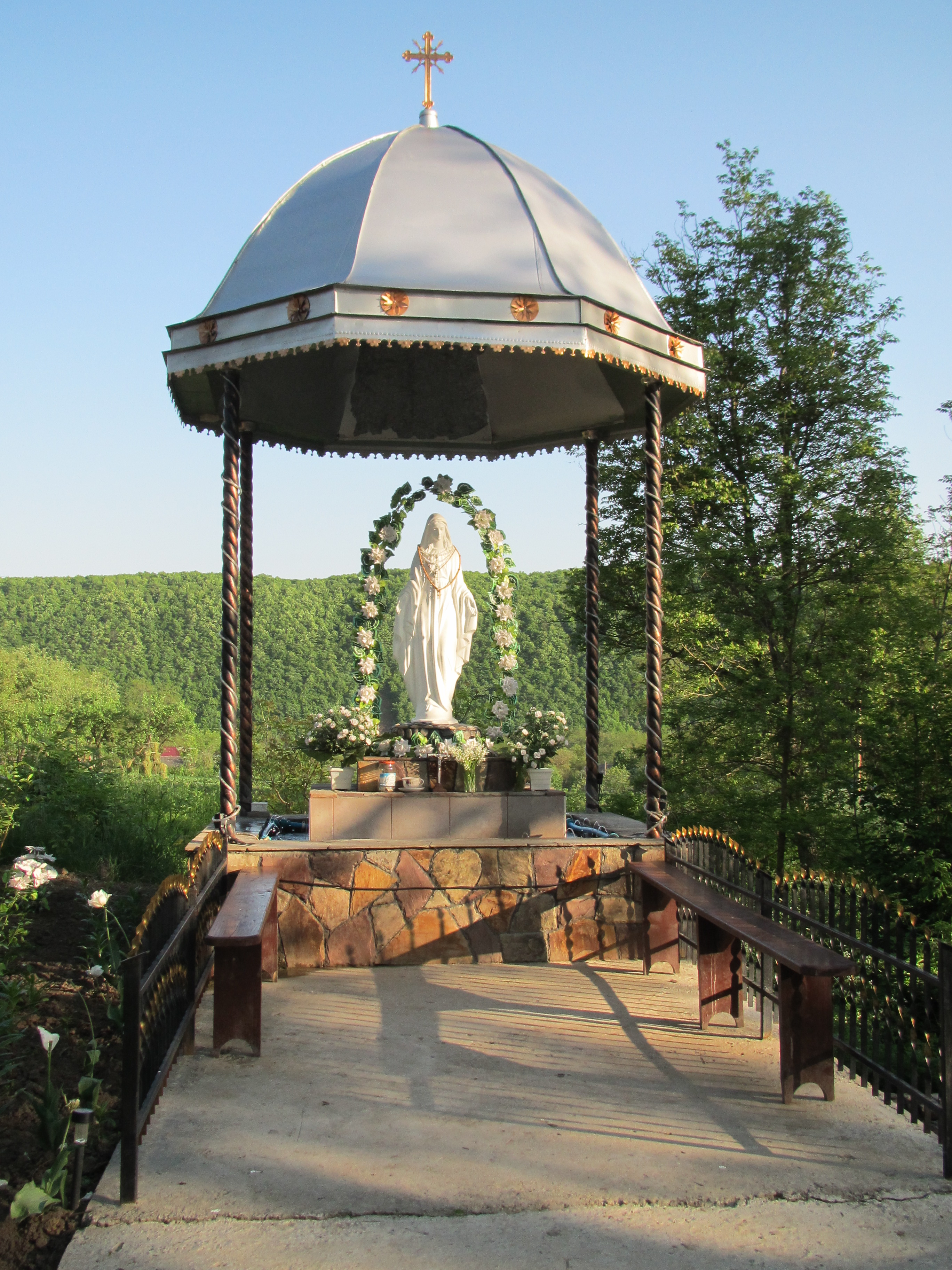
Капличка

- церква Успіння Пресвятої Богородиці (1991 рік; побудована на фундаменті старого храму 1557 року); 1942 року майстри вирішили перебудувати церкву, бо приміщення її було досить малим. Під час розбирання куполів була знайдена записка латинською мовою про час заснування церкви — рік 1557. 1945 року церкву спалили. На цьому місці жителі села побудували нову, яку відкрили 28 серпня 1991 року.

### Пам'ятні знаки, пам'ятники
- пам'ятний хрест на честь скасування панщини (1865 р., у Нижньому Возилові; відновлений 1950 року)
- пам'ятник Івану Франку (1958 р., скульптор Саранчук) — скульптура тиражована, складається з погруддя письменника на прямокутному постаменті. В постамент вмонтована плита з написом: «27. VIII. 1856 — 28. V. 1916. Мій поклик — праця, щастя і свобода. Іван Франко»[15]

В 1941 році серед села була насипана символічна могила в честь українських січових стрільців, їх було 8. 1993 року символічну могилу відновлено.

## Соціальна сфера
Діють загальноосвітня школа І-ІІІ ступенів, клуб (розміщений у колишньому будинку товариства «Просвіта», 1914 рік), бібліотека.

### Школа
Відкрита у 1912 році (однокласова утраквістична, тобто двомовна, українсько-польська). Перший вчитель — Гузар Володимир. За період 1945–1947 рр. початкова школа реорганізована в семирічну, а в 50-х роках — у восьмирічну школу. Перший директор — Гіблинський Олександр. У 1963 році збудовано нове приміщення школи (на честь 50-річчя радянської влади). Родини Гузарів і Гіблинських піднесли село на високий освітній рівень. З 1912 по 2000 рік із стін школи вийшло близько 1430 учнів. Серед них інженери, педагоги, лікарі, спеціалісти сільського господарства, військові.

## Відомі люди

### Народилися
- педагог, директор гімназії в місті Станиславові (нині — Івано-Франківськ) Данило Джердж.
- доктор філософії Микола Шлемкевич[2] (син пароха Возилова та Сновидова о. Івана Шлемкевича).
- підприємець, меценат Василь Бабала.
- староста села - Джердж Микола Миколайович (1892-1947 р)
- учасник російсько- української війни, воїн полку "Азов"  - Фецич Степан Володимирович (2000-2023 р.)

### Працювали
- вчителював український письменник, художник Володимир Воронюк.